# Unità di Protezione Popolare

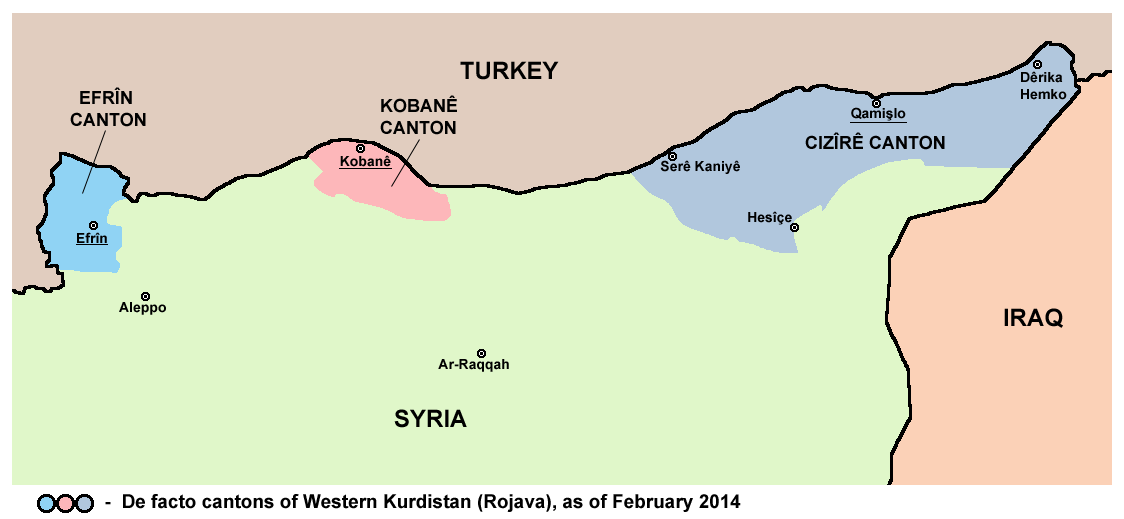
I cantoni del Kurdistan occidentale (Rojava) controllati dall'Unità di Protezione Popolare a febbraio 2014

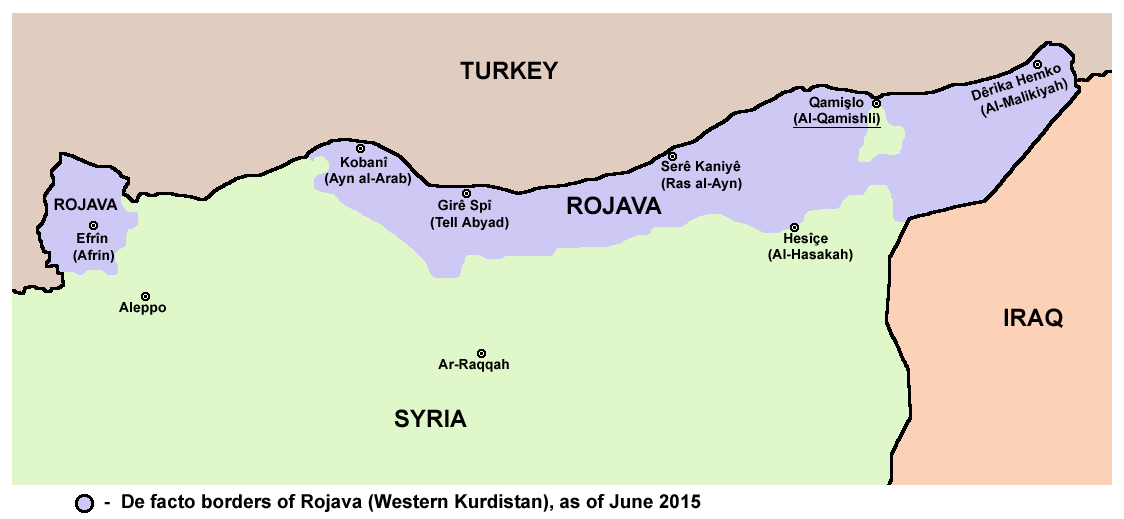
I cantoni del Kurdistan occidentale (Rojava) controllati dall'Unità di Protezione Popolare a giugno 2015

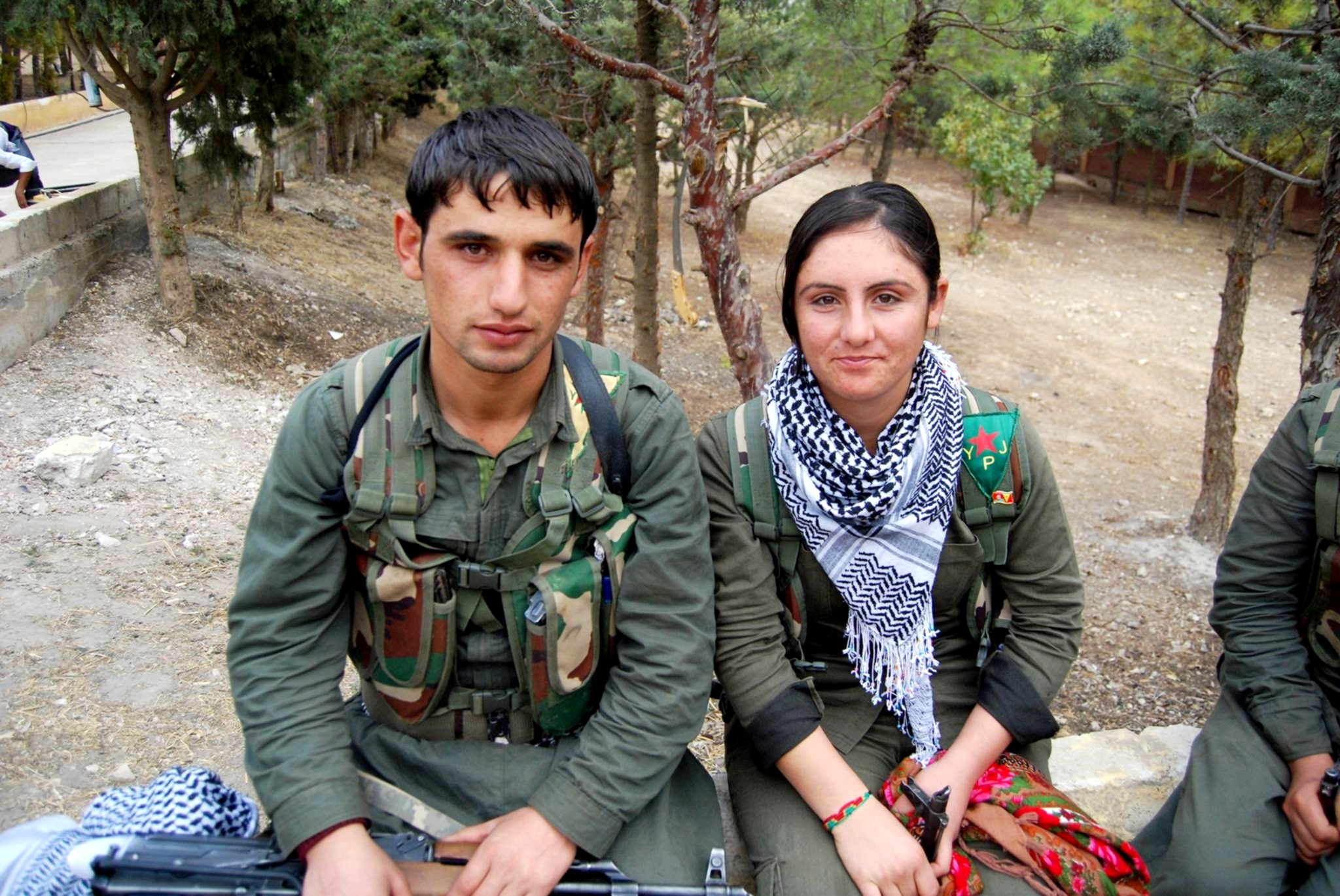
Combattenti YPG ed YPJ

L'Unità di Protezione Popolare (in curdo: Yekîneyên Parastina Gel, IPA: [jɛkiːnɛjeːn pɑːɾɑːstɯnɑː ɡɛl]; in arabo: وحدات حماية الشعب), comunemente conosciuta col solo acronimo di YPG, è una milizia presente nelle regioni a maggioranza curda nel nord della Siria. Nel corso della guerra civile siriana la formazione è diventata una delle componenti delle forze armate del territorio autonomo de facto del Rojava.
Fondato nel 2011 come ala militare del Comitato Supremo curdo (Dbk) composto dal Partito dell'Unione Democratica (PYD), il principale partito curdo siriano, e il Consiglio Nazionale Kurdo (KNC), il gruppo ha preso una posizione difensiva nel conflitto civile siriano, lottando contro qualsiasi gruppo intenzionato a portare la guerra nelle zone a maggioranza curda. In seguito al ritiro delle truppe del governo siriano di Assad dal Rojava nel 2012, l'YPG e il suo braccio femminile, l'YPJ, sono diventati le principali organizzazioni armate presenti nel Kurdistan siriano. Le forze YPG sono state coinvolte nella guerra contro lo Stato Islamico, divenendo il gruppo armato maggiormente sostenuto dagli attacchi statunitensi in Siria a partire dal settembre 2014. L'YPG ha respinto l'assalto dell'ISIS alla città di Kobane nel gennaio 2015, e in giugno ha unificato i cantoni di Kobanê e Qamishli, tagliando l'accesso dell'ISIS al confine con la Turchia a nord della sua capitale in Siria, Raqqa.
L'YPG ha stretti rapporti con il PKK, la principale organizzazione militante dei curdi in Turchia, mentre è avversato dal PDK, il principale partito curdo al governo nel Kurdistan iracheno il quale tuttavia ha fornito supporto alle operazioni dello YPG contro lo Stato Islamico fino al 2015. Lo YPG è sostenuto anche dal partito iracheno Unione Patriottica del Kurdistan (UPK) e da diverse milizie Peshmerga irachene ad esso collegate.
Diversi gruppi internazionali, facenti capo alla Brigata Internazionale di Liberazione, sostengono le forze YPG sul campo.

## Rapporti con il PKK
Le unità YPG hanno agito sin dalla propria nascita in sinergia con diverse formazioni militari e paramilitari irachene e turche facenti riferimento rispettivamente ai Peshmerga e al Partito dei Lavoratori del Kurdistan (PKK).
Secondo un rapporto redatto nel 2017 dal think-tank inglese The Henry Jackson Society, che sposa le tesi sostenute in particolare dalla Turchia, PKK (considerato un'organizzazione terroristica in USA, Turchia e Unione Europea) e PYD sarebbero due organizzazioni sorelle per ideologia e catena di comando affiliate tra loro. Esse sarebbero responsabili dell'instaurazione di un regime autoritario nelle aree sotto il loro controllo nella Siria orientale.
In particolare il PYD utilizzerebbe varie forme di intimidazione, tra cui anche l'omicidio, nei confronti delle componenti della società civile curda e araba siriana che non ne condividono l'ideologia. Tale rapporto è stato contestato e smentito da diversi altri osservatori, che ne hanno denunciato la natura fondamentalmente ideologica e propagandistica, in linea con il posizionamento notoriamente antisocialista e atlantista di The Henry Jackson Society.

## Presunte violazioni del diritto internazionale

### Arruolamento di minori
Nel luglio 2014, l'YPG e l'YPJ sottoscrivono il Deed of Commitment, promosso dall'ONG Geneva Call.
Nel giugno 2015, un rapporto del segretario generale delle Nazioni Unite rilevò come giovani al di sotto della maggiore età fossero stati reclutati nelle file delle varie milizie impegnate nel conflitto, citando numericamente la presenza di 24 minori nei ranghi dell'YPG, 5 in quelli dell'esercito arabo siriano (parte delle forze armate lealiste di Bashar al-Assad), e ben 124 in quelli dell'esercito siriano libero.
A seguito del report, l'YPG e l'Asayish, il corpo di polizia del Rojava, hanno prontamente ricevuto l'assistenza di varie organizzazioni internazionali per la gestione di corsi d'orientamento inerenti alla corretta applicazione dei diritti umani; allo stesso tempo, l'YPG ha cominciato a prendere provvedimenti disciplinari nei confronti degli ufficiali responsabili di arruolamenti di minorenni o che siano stati semplicemente coinvolti in casi di corruzione. Nell'ottobre dello stesso anno, risultano smobilitati 21 minori dai ranghi dell'YPG.
Un report del giugno 2017 sul traffico d'esseri umani proveniente dal dipartimento di stato USA ha evidenziato come le milizie YPG continuerebbero ad utilizzare minori in guerra, spesso sottraendoli con la forza alle loro famiglie. Giovani anche minori dei 15 anni di età, maschi e femmine, verrebbero poi indottrinati in preparazione del loro impiego operativo. Anche PKK e YBS - una milizia yezida - farebbero lo stesso, arruolando forzatamente giovani anche di 12 anni, maschi e femmine, da utilizzare in ruoli di combattimento e supporto nel nord dell'Iraq.

### Accuse di pulizia etnica e di deportazioni ingiustificate di civili
Nel giugno 2015, il governo turco dichiarò di come l'YPG stesse eseguendo azioni militari di pulizia etnica per poter unificare territorialmente i cantoni di Jazira e di Kobanê, in modo tale da consolidare una presenza militare curda direttamente contigua al confine meridionale della Turchia.
Il Dipartimento di Stato americano avviò per questo un'inchiesta per accertare i fatti. Le indagini non approdarono a nulla di concreto e il Dipartimento, dichiaratosi scettico sin dall'inizio, archiviò infine l'indagine. Una missione condotta da Amnesty International nel 2015 sostenne che le Unità di Protezione Popolare conducessero una campagna violenta e sistematica di saccheggio, demolizione e dislocazione nei territori caduti sotto il loro controllo, in particolare nei confronti delle componenti arabe e turkmene, definendo questi atti "crimini di guerra".
I portavoce del YPG hanno respinto le accuse ammettendo le deportazioni ma sostenendo che, contrariamente a quanto affermato da Amnesty, si trattava di una ventina di nuclei strettamente collegati all'Isis. Un rapporto della Commissione Internazionale Indipendente d'Inchiesta sulla Repubblica Araba Siriana delle Nazioni Unite, pubblicato il 10 marzo del 2017, ha poi definitivamente respinto tali accuse: «nonostante continue asserzioni di "pulizia etnica" siano state inoltrate durante il periodo sotto indagine, la Commissione non ha trovato alcuna prova che convalidi affermazioni che le forze dell'YPG o dell'SDF abbiano mai colpito le comunità arabe su base etnica.».

### Civili usati come scudi umani
Nel marzo 2018 l'Onu ha sostenuto di aver ricevuto numerosi segnalazioni riguardanti l'impossibilità, da parte dei civili, di lasciare la città assediata di Afrin per preciso volere delle milizie YPG, intenzionate ad utilizzarli come scudi umani.